# Veniamin Goreanu
Veniamin Goreanu (n. 11 iunie 1975, Puhoi, raionul Ialoveni, Republica Moldova) este un cleric al Bisericii Ortodoxe Române, care îndeplinește din 2018 funcția de episcop al Basarabiei de Sud.

## Biografie
S-a născut la 11 iunie 1975 în satul Puhoi din raionul Ialoveni ca primul din cei șase copii ai lui Ion și Evdochia Goreanu și a primit la naștere numele Veaceslav. Tatăl său, Ioan Goreanu, a fost preot în cadrul Mitropoliei Chișinăului și a întregii Moldove, iar cinci dintre cei șase copii ai familiei au urmat studii teologice. Veaceslav a urmat cursurile Seminarului Teologic „Veniamin Costachi” de la Mănăstirea Neamț (1990-1995) și ale Facultății de Teologie Ortodoxă „Justinian Patriarhul” din cadrul Universității din București (1995-1999). Și-a continuat pregătirea profesională cu studii de masterat (1999-2000) și apoi de doctorat în drept bisericesc (2000-2004) la Facultatea de Teologie Ortodoxă „Justinian Patriarhul” din București, iar în februarie 2006 a obținut titlul de doctor în teologie la Universitatea „Ovidius” din Constanța cu teza Biserica ortodoxă și unitatea ei canonică. Temeiuri și mărturii ale tradiției canonice și ale realității eclesiologico-canonice contemporane, elaborată sub îndrumarea prof. Nicolae Dura.
În anul 2005 a intrat ca frate în obștea Mănăstirii Antim din București, iar în 5 decembrie 2007 a fost tuns în monahism la Mănăstirea Neamț de către episcopul-vicar patriarhal Ciprian Câmpineanul. A fost hirotonit ierodiacon de către episcopul Ciprian Câmpineanul în 7 ianuarie 2008 în Biserica „Nașterea Maicii Domnului” din cartierul bucureștean Bumbăcari (sectorul 5) și apoi ieromonah de către patriarhul Daniel în 17 ianuarie 2008 la Mănăstirea Antim. Veniamin Goreanu a slujit mai întâi ca preot și apoi ca preot coordonator (din 15 ianuarie 2009) la Biserica paraclis patriarhal „Sfântul Spiridon”-Nou din București, îngrijindu-se de efectuarea unor ample lucrări de consolidare, restaurare și modernizare. În 28 noiembrie 2010 a fost ridicat la rangul de arhimandrit de către patriarhul Daniel, în Catedrala Patriarhală din București.
Începând din anul 2003 a îndeplinit o serie de funcții în cadrul Administrației Patriarhale și a Arhiepiscopiei Bucureștilor: inspector la Sectorul Învățământ al Patriarhiei Române (2003-2004), inspector eparhial la Sectorul Comunități Externe al Patriarhiei Române (2005-2008), secretar la Cancelaria Sfântului Sinod al Bisericii Ortodoxe Române (aprilie 2008 - mai 2009), consilier eparhial administrativ al Arhiepiscopiei Bucureștilor (2009-2015) și apoi consilier patriarhal pentru relația cu Parlamentul României la Cancelaria Sfântului Sinod (decembrie 2015 - mai 2018). În paralel a fost lector suplinitor de drept și administrație bisericească la Facultatea de Teologie Ortodoxă „Justinian Patriarhul” din București (din 2010).
Arhimandritul Veniamin Goreanu a fost ales de Sfântul Sinod al Bisericii Ortodoxe Române în demnitatea de episcop al Basarabiei de Sud, în ședința de lucru din 24 mai 2018. Hirotonia sa ca arhiereu a fost oficiată la 26 mai 2018 în Catedrala Patriarhală din București de către patriarhul Daniel al Bisericii Ortodoxe Române, împreună cu un sobor de ierarhi din care au făcut parte: mitropolitul Petru Păduraru al Basarabiei, arhiepiscopul Casian Crăciun al Dunării de Jos, episcopul Galaction Stângă al Alexandriei și Teleormanului, episcopul vicar Antonie Telembici al Arhiepiscopiei Chișinăului (episcop ales al Episcopiei de Bălți), episcopii vicari patriarhali Varlaam Ploieșteanul și Ieronim Sinaitul și episcopul vicar Timotei Prahoveanul al Arhiepiscopiei Bucureștilor. La această slujbă de hirotonie au participat, de asemenea, reprezentanți ai instituțiilor statului român.

## Imagini

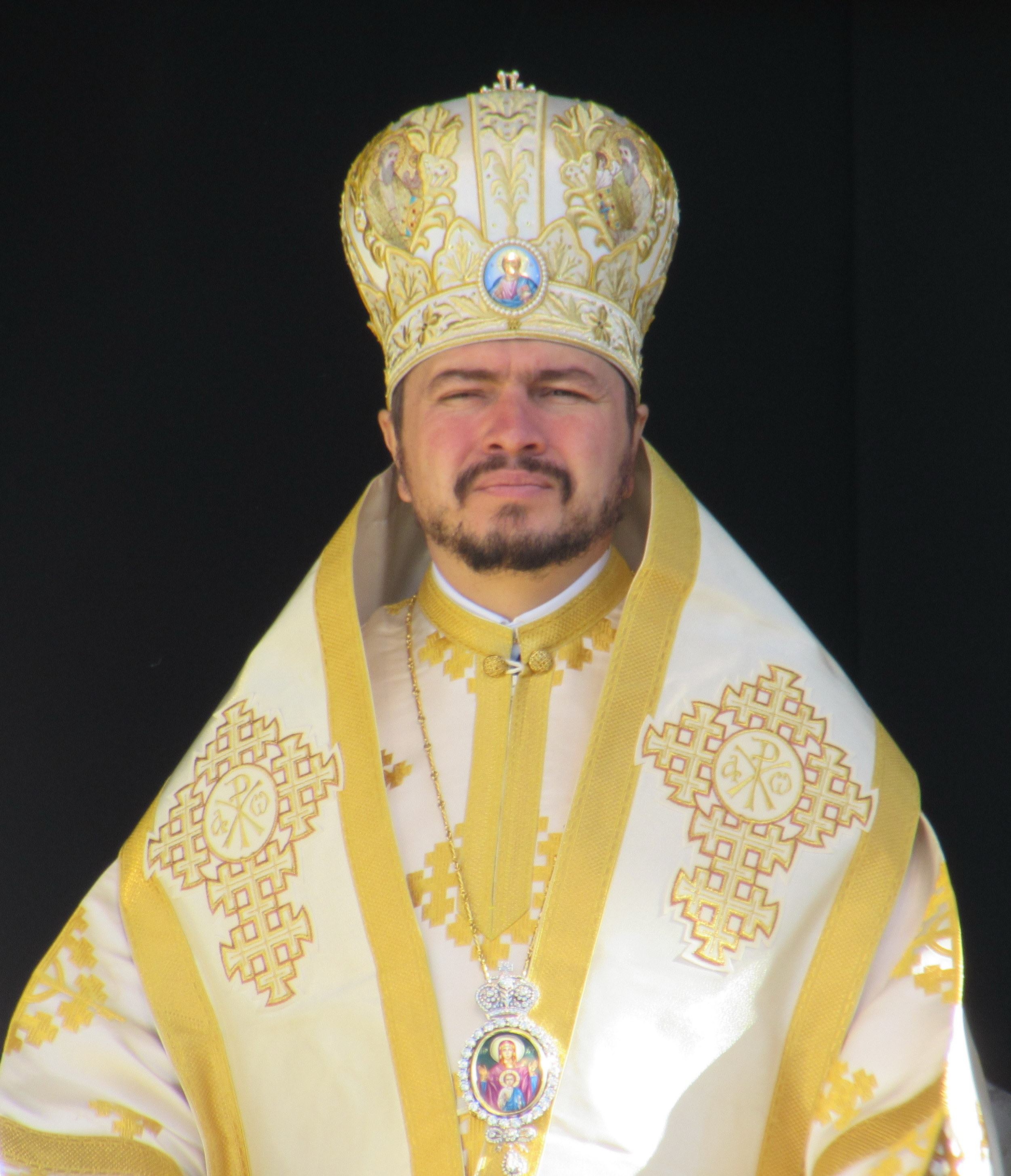
Episcopul Veniamin la Iași (octombrie 2019)
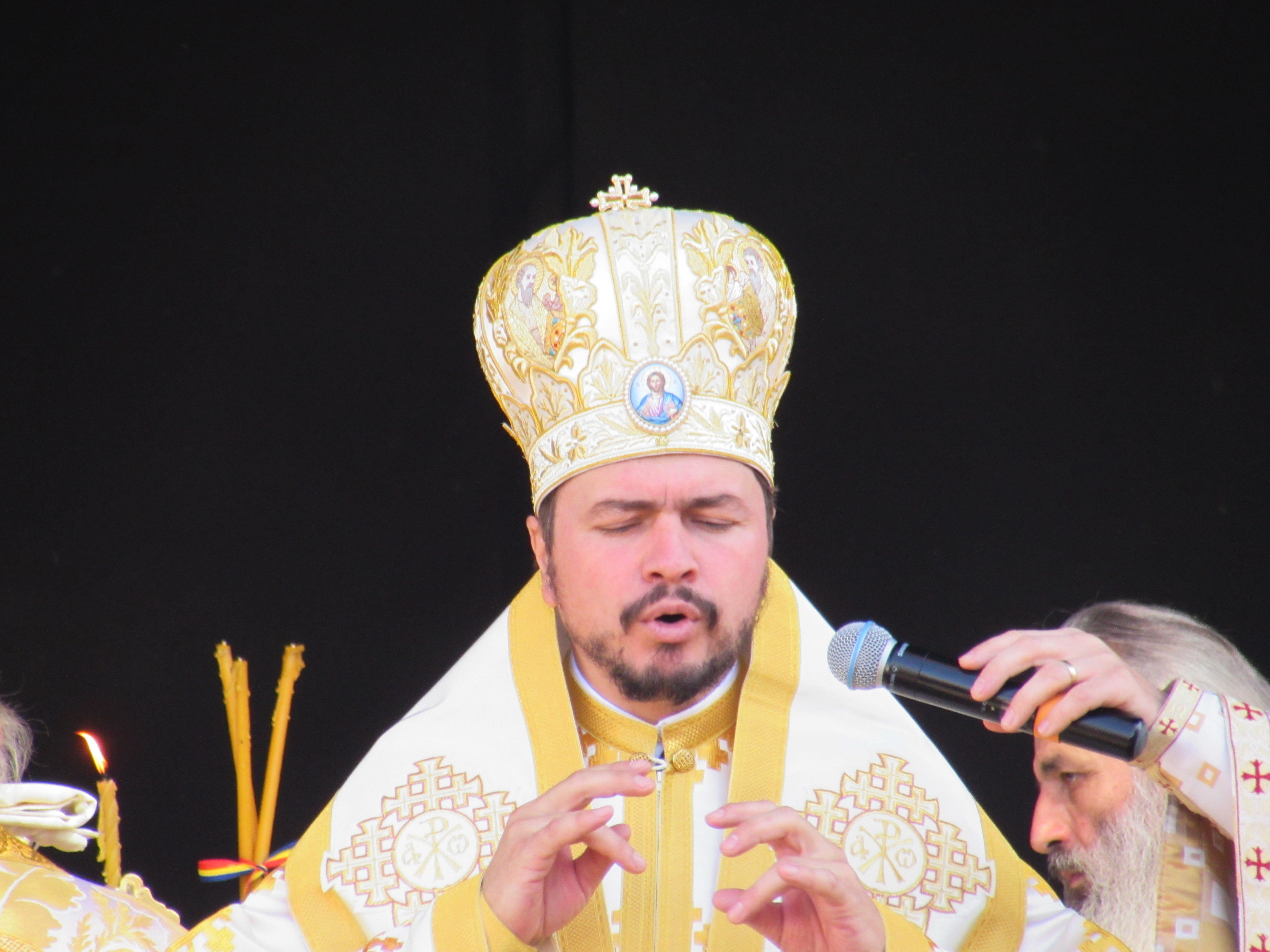
Episcopul Veniamin la Iași (octombrie 2019)
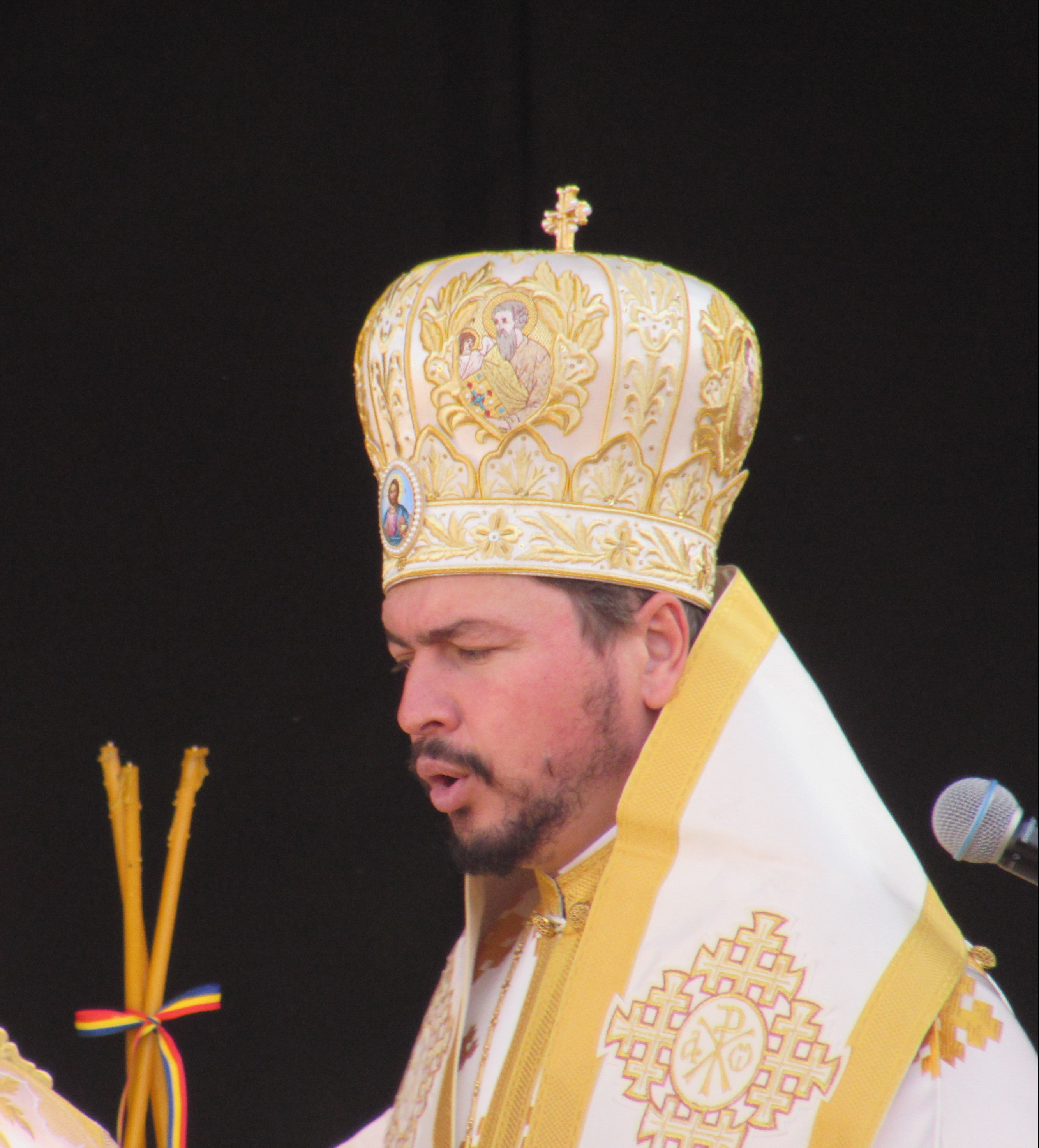
Episcopul Veniamin la Iași (octombrie 2019)